# Посейдон Мілоський
Посейдо́н Міло́ський (дав.-гр. Ποσειδῶν τῆς Μήλου) — статуя Посейдона в Національному археологічному музеї в Афінах (NAMA) з інвентарним номером 235, яка датується останньою чвертю другого століття до нашої ери, тобто елліністичним періодом.

## Короткий опис
Статую знайдено в 1877 році на острові Мілос, де 1820 року також знайшли відому Венеру Мілоську. Статуя виготовлена з пароського мармуру і має висоту 2,35 метра, що робить її більшою за натуральну величину. Статую знайшли в кількох частинах, які знову з'єднали одна з одною. Частини лівої стопи та гіматій є сучасними відтвореннями. Відсутні частини носа, бороди та волосся.
Морський бог зображений оголеним до пояса у вражаючій позі, з піднятою м'язистою правою рукою, ймовірно, для того, щоб тримати тризуб (нині втрачений). Його гіматій звисає навколо стегон, прикриваючи ноги та статеві органи; він тримає його на місці збоку лівою рукою. Його спина також частково закрита; шматок тканини таємничим чином підвішений на його лівому плечі. Вага тіла спирається на праву ногу, ліва нога залишається вільною. Мускулатура рук і тіла загалом дуже тонко опрацьована. Голова злегка нахилена ліворуч, а погляд спрямований вдалину. Позаду статуї, праворуч, розташований дельфін, який слугує додатковою опорою для ваги статуї. Поза типова для скульптур Посейдона, Зевса і Аїда.